# Meloe exiguus
Meloe exiguus is een keversoort uit de familie van oliekevers (Meloidae). De wetenschappelijke naam van de soort is voor het eerst geldig gepubliceerd in 1970 door Pinto & Selander.